# Веризъм (музика)
Веризъм (verismo от италианското vero, което значи истина) е течение в оперното изкуство, което се появява най-напред като направление в италианската литература през втората половина на 19 век и едва по-късно преминава в музиката – първо в оперите на Пиетро Маскани и Руджеро Леонкавало. Отличителни белези на веризма в операта са: използването за сюжети на случки (преди всичко действителни) от живота на обикновените хора и стремежът за пресъздаване на действителността. Първото такова произведение е „Селска чест“ от Маскани.
Към течението по-късно се присъединява Руджеро Леонкавало с операта си „Палячи“, а малко по-късно и Джакомо Пучини, макар че цялостното му творчество не може да спада към този стил. Веризмът в операта се заражда в Италия и намира привърженици във Франция като Гюстав Шарпантие „Луиза“ и в Германия – Ойген д'Албер „В долината“.

## Представители
- Джакомо Пучини;
- Джовани Верга;
- Грация Деледа;
- Луиджи Капуана;
- Пиетро Маскани;
- Руджеро Леонкавало;
- Филипо Палици.[1]